# Agence nationale des sourds (Italie)
Pour les articles homonymes, voir ENS.
L'Agence nationale des sourds (en italien, Ente Nazionale Sordi, ENS) est une organisation non-gouvernementale italienne qui agit avec les associations nationales de sourds, en soutenant les personnes sourdes qui utilisent la langue des signes italienne ainsi que de leurs familles et amis. ENS vise à promouvoir les droits des sourds italiens, en étroite collaboration avec l'État italien, également membre de la Fédération mondiale des sourds (FMS) et de l'Union européenne des sourds (EUD).

## Histoire

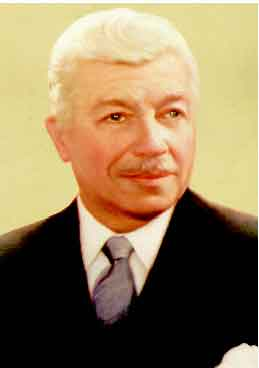
Antonio Magarotto

L'ENS a été créé sous le nom d'Ente Nazionale Sordomuti (sourds et muets) en septembre 1932 à Padoue lors de la première réunion des personnes sourdes italiennes, sous les auspices de l'« Ente Nazionale Sordomuti » (ENS) (Association italienne des sourds).  Le premier président de l'ENS, Antonio Magarotto, contourna l'interdiction imposée par le pouvoir fasciste de 1922, en organisant  ce rassemblement le jour des festivités du VIIe centenaire de la mort de saint Antoine à Padoue.

## Présidents
- Antonio Magarotto (1932-1950 )
- Vittorio Ieralla[5] (1950-1982)
- Armando Giuranna[2] (1982-1995)
- Ida Collu[6] (1995-2011)
- Giuseppe Petrucci[7] (2011-...)

## Organisation
- Siège à Rome
- 110 sections provinciales
- 20 conseils régionaux
- 50 c.a. sections intercommunales